# Todd Haig
Todd Haig is een Amerikaans waterskiër.

## Levensloop
Haig werd in 2005 wereldkampioen in de Formule 1 van het waterski racing. Daarnaast behaalde hij vijfmaal zilver en eenmaal brons op het WK.

## Palmares
- Wereldkampioenschap: 2005
- Wereldkampioenschap: 2007, 2009, 2013, 2017 en 2019
- Wereldkampioenschap: 2015
- Diamond Race: 2005, 2006, 2008 en 2013
- Diamond Race: 2014